# اعتراضات ۲۰۱۰–۲۰۱۲ الجزایر
اعتراضات ۲۰۱۰–۲۰۱۲ الجزایر به مجموعه قیام‌ها و شورش‌ها از ۲۸ دسامبر ۲۰۱۰ تا ۱۰ ژانویه ۲۰۱۲ در الجزایر گفته می‌شود. این اعتراضات، پیرو موج بزرگ اعتراضی بهار عربی بود که در شمال آفریقا و غرب آسیا به راه افتاد. از دلایل این قیام‌ها می‌توان به بیکاری، مشکلات مسکن، افزایش قیمت مواد غذایی، فساد، محدودیت آزادی بیان و شرایط بد زندگی اشاره کرد.